# Calliscelio prolepticus
Calliscelio prolepticus är en stekelart som först beskrevs av Charles Thomas Brues 1940.  Calliscelio prolepticus ingår i släktet Calliscelio och familjen Scelionidae. Inga underarter finns listade.